# Marcel Flückiger
Marcel Flückiger (20 giugno 1929 – Berna, 27 novembre 2010) è stato un calciatore svizzero, di ruolo difensore.